# Proviseux-et-Plesnoy
Proviseux-et-Plesnoy är en kommun i departementet Aisne i regionen Hauts-de-France i norra Frankrike. Kommunen ligger  i kantonen Neufchâtel-sur-Aisne som ligger i arrondissementet Laon. År 2022 hade Proviseux-et-Plesnoy 133 invånare.

## Befolkningsutveckling
Antalet invånare i kommunen Proviseux-et-Plesnoy
Referens: INSEE